# Lycoriella riparia
Lycoriella riparia är en tvåvingeart som först beskrevs av Holmgren 1883.  Lycoriella riparia ingår i släktet Lycoriella och familjen sorgmyggor. Inga underarter finns listade i Catalogue of Life.